# آلة تبريد تبخيري

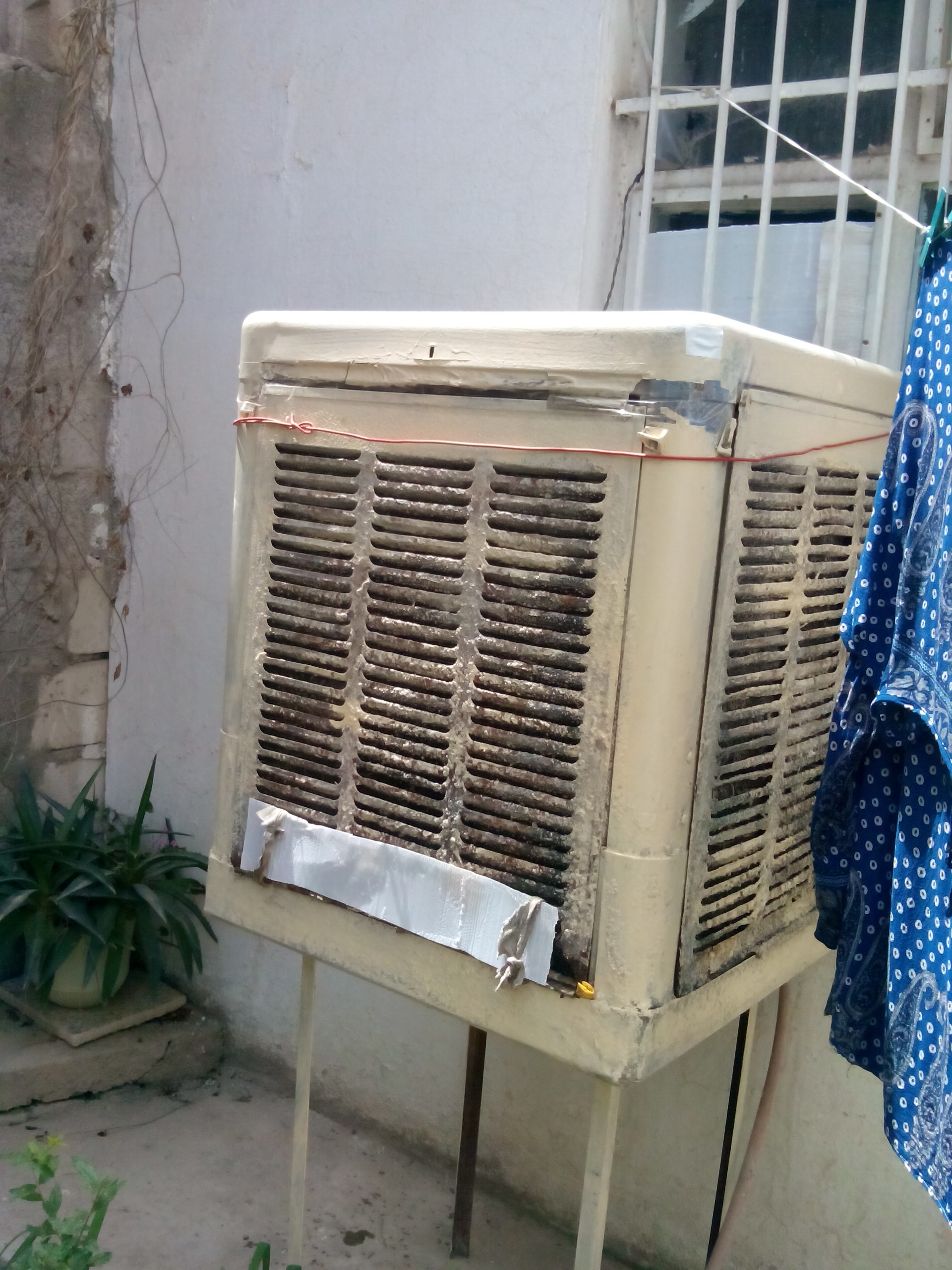
آلة تبريد هواء (مبردة) قديمة في العراق.

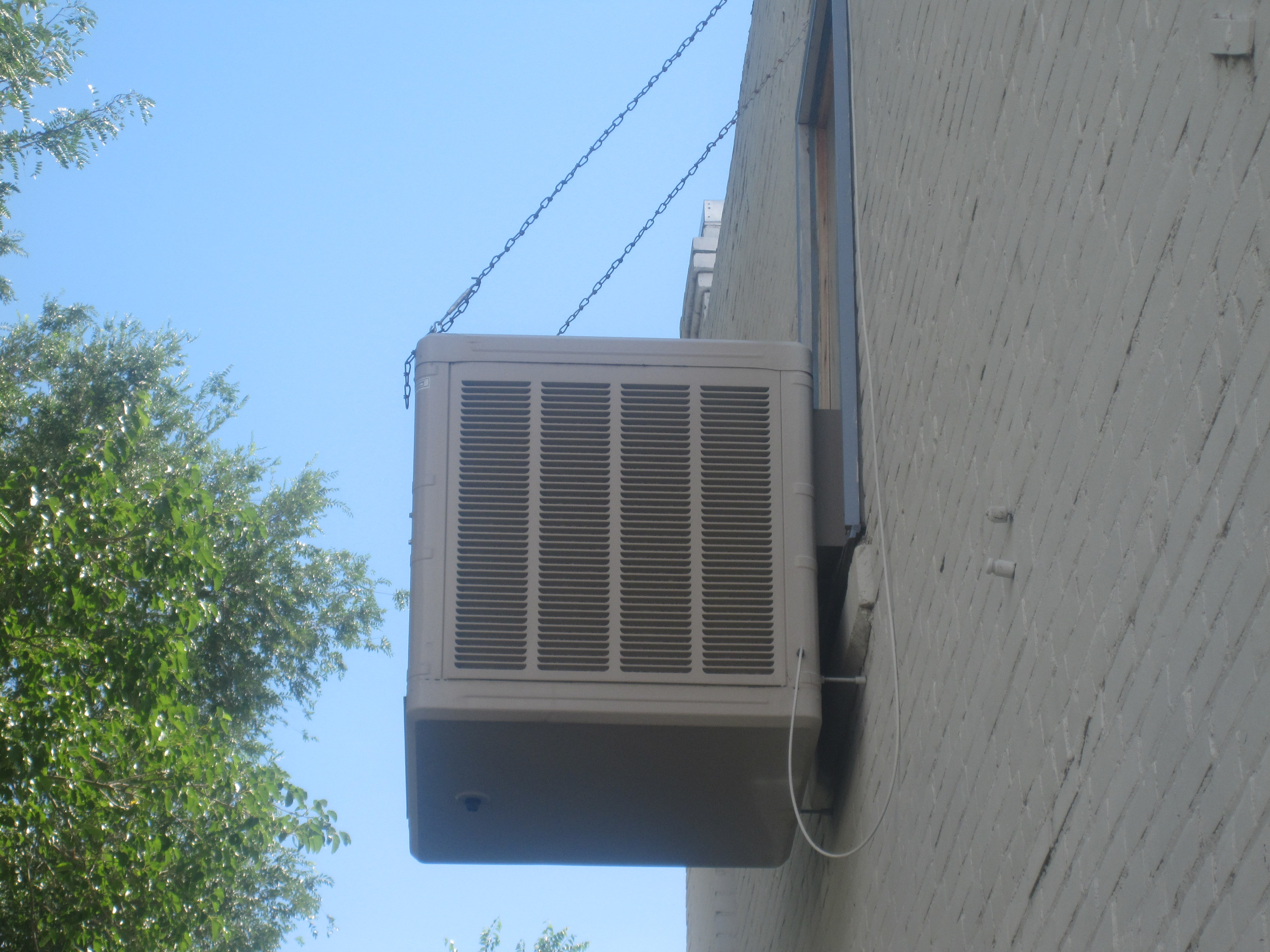
آلة تبريد من النوع التي تستعمل الماء كوسيلة في التبريد، مزودة بمروحة الطرد المركزي، وتستعمل في مدينة روكي فورد في ولايات الغرب الأمريكية كوسيلة اقتصادية في تبريد الهواء.

آلة التبريد التبخري وتسمى أيضًا بـ (آلة التبريد الصحراوي أو مبرد الهواء الرطب) هو آلة تبريد الهواء من خلال تبخر المياه، وتختلف طريقة التبريد التبخري عن أنظمة التكييف الميكانيكة التي تعتمد على الضغط البخاري أو دورات التبريد الامتصاصي.
يعمل التبريد التبخري من خلال توظيف المحتوى الحراري للمياه من التبخر التي تقوم بتخفيض درجة حرارة الهواء الجاف بشكل ملحوظ خلال المرحلة الانتقالية من الماء السائل إلى بخار الماء، والتي تتطلب طاقة اقل بكثير من أنظمة التبريد الميكانيكية.
وهذه الطريقة لها فوائد إضافية لتكييف الهواء مع ترطيب أكثر ليصبح ملائم لراحة سكان المكان، بعكس التبريد الميكانيكي الذي لا يحتاج لمصدر مائي مستمر لاستمرار عمله داخل المكان.
التبريد التبخري يعتبر طريقة مناسبة للمناطق التي يكون مناخها حار وجاف، حيث الجو حار والرطوبة منخفضة، ففي الولايات المتحدة والدول الغربية تكون الجبال هي مواقع ملائمة، وفي المناخات الجافة والقاحلة تكون تكلفة وتشغيل أنظمة التبريد التبخري اقل بكثير من أجهرة التكييف أو التبريد الميكانيكية بما يساوي 80%. وفي بعض المناطق يتم استخدام أنظمة التبريد التبخري وأنظمة التكييف الاعتيادية لتحقيق نتائج التبريد الأمثل، وتستخدم بعض مبردات التبخر لزيادة كمية الرطوبة في الهواء في المواسم الدافئة.
وتستعمل آلة التبريد التبخري في المناطق ذات الرطوبة المعتدلة بالإضافة لاستعمالها على نطاق واسع في المناطق ذات المناخ الجاف على سبيل المثال في المنشآت الصناعية، والمطابخ التجارية، والمغاسل ومناطق التنظيف الجاف، والبيوت البلاستيكية، وقد يؤدي التبريد التبخري هنا إلى تقليل الارتياح الحراري المتسبب بسبب زيادة التهوية وزيادة حركة الهواء التي تنتج في ذلك الفراغ.

## المبادئ الفيزيائية
التبريد التبخري هو ظاهرة طبيعية تحدث عند تبخر أي سائل وعادة تحدث في الهواء المحيط، بسبب برودة المادة أو السائل المحتوي أو المتصل به، حيث ان الحرارة الكامنة هي كمية الحرارة اللازمة لتبخير السائل والتي تنتقل أحيانا من الهواء المجاور، إذ اخذنا بعين الاعتبار تبخر المياه من الهواء المحيط.
وعند قياس درجة حرارة الهواء الجاف ودرجة حرارة الهواء الرطب التي تعتبر كمقياس لقدرة الهواء على حدوث التبريد التبخري لكمية ذلك لهواء، حيث أن عند زيادة الفرق بين درجات الحرارة تلك يحدث بسبب ذلك تبريد تبخري أكبر لذلك الهواء وعندما يقل الفرق بين درجات الحرارة وتصبح تقريبا متساوية لا يحدث تبخر صافي للمياه ولا يحدث هناك تبريد تبخري للهواء.
وهناك مثال بسيط من التبريد التبخري الطبيعي هو العرق، والذي يفرز من الجسم من أجل تهدئة وضعه، حيث ان كمية نقل الحرارة تعتمد على نسبة التبخر ومعدل تبخر بدوره يعتمد على نسبة الرطوبة بالهواء ودرجة حرارته، وهذا يفسر ان عرق المرء يتراكم أكثر في الأيام الحارة وعند الرطوبة المرتفعة، والعرق يمكن ان يتبخر.

## التطبيقات
التبريد التبخري هو شكل شائع في المباني، وتبرد بالتبخير للوصول للارتياح الحراري لأنها طريقة رخيصة نسبياً وتتطلب طاقة أقل من غيرها من اشكال التبريد، بالرغم من ذلك إن طريقة التبريد التبخري تحتاج إلى مصدر مياه ليعمل كمبخر للهواء الساخن، وتعتبر هذه الطريقة في التبريد غير فعالة في حالات الرطوبة العالية، وهي ملائمة للهواء الجاف وأحيانا قد تؤدي زيادة الرطوبة في الفراغ إلى تورم في الألواح الخشبية والأبواب وغيرها من مساوئ زيادة الرطوبة.

## تصميم انظمة التبريد التبخري

مخطط تفصيلي لتوضيح عمل المبرد التبخيري

جميع تصماميم أنظمة التبريد التبخري تأخذ بعين الاعتبار ان الماء له أعلى محتوى حراري والذي يعرف (بالحرارة الكامنة للتبخر):
التبريد التبخري المباشر (الدائرة المفتوحة): والتي تستخدم لخفض درجة الحرارة من الهواء عن طريقة استخدام الحرارة الكامنة للتبخر، وتغيير الماء السائل إلى بخار ماء، وفي هذه العملية لا تتغير الطاقة الموجودة في الهواء ويتم هنا تغير الهواء الجاف الحارالى الهواء الرطب البارد وتستخدم هنا الحرارة الموجودة في الهواء الخارجي لتبخير المياه
التبريد التبخري غير المباشر (الدائرة المغلقة): وهي مماثلة للتبريد التبخري المباشر، ولكن يظهر في هذه الطريقة بعض أنواع الانتقال الحراري، ويتم تبريد الهواء الرطب بعدم أتصال مباشر مع البيئة المكيفة المجاورة.
التبريد التبخري على مرحلتين، مباشر وغير مباشر: استخدام طريقة التبريد التقليدية بجزء ضئيل من الضغط البخاري وأنظمة امتصاص تكييف الهواء ولكن للاسف في المناطق ذات المناخ الجاف يتم زيادة الرطوبة لحد تصبح غير مناسبة لراحة مستخدمين الفراغ وأيضا لا يستطيع إنتاج رطوبة مساوية لمستويات الرطوبة التي تنتجها الطريقة المباشرة.
في المرحلة الأولى من طريقة التبريد على مرحلتين يتم تبريد الهواء الدافئ بشكل غير مباشر من دون إضافة رطوبة إلى الهواء (عن طريق تمرير الهواء داخل مبادل حراري الذي يتم تبريده عن طريق التبخر في الخارج) وفي المرحلة المباشرة يتم تمرير الهواء قليل البرودة داخل الواح مائية مسلوقة يمتص منها الهواء الرطوبة لانه يبرد.
ويكون ناتج هذه العمليات الحصول على هواء بارد برطوبة نسبية 50%-70% اعتمادا على المناخ، ومقارنة بالنظام التقليدي الذي ينتج 70%-80% هواء ورطوبة نسبية.

## من التطبيقات على انظمة التبريد التبخري
أبراج التبريد التبخري:

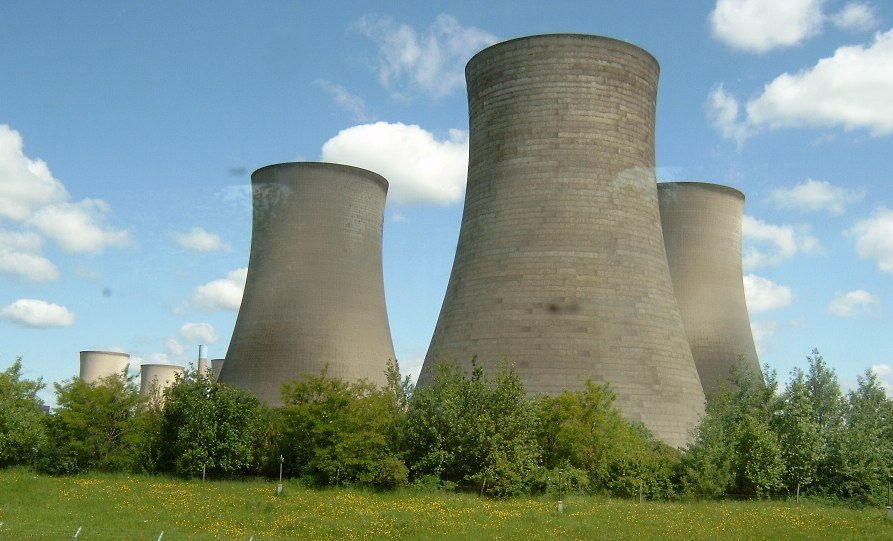
أبراج التبريد التبخيري.

وهي هياكل أو وسائل أخرى تستخدم لتبريد المياه للوصول إلى درجة حرارة الهواء الرطب الملائم لتلك البيئة، وتقوم فكرة عمل هذه الأبراج على مبادئ التبريد التبخري ولكنه يعتبر الأفضل في تبريد المياه أكثر من تبريد الهواء ويمكن استخدامه في المباني الضخمة أو المناطق الصناعية. يتم الانتقال الحراري للبيئة بواسطة المبردات (الرشاش)، العمليات الصناعية، أو على سبيل المثال دورة طاقة رانكين.

## المزايا
- تكلفة التركيب قليلة
  - حيث تعتبر تكلفة تركيب أنظمة التبريد التبخري اوفر بما يقارب نصف السعر من تركيب أجهزة تكييف وتبريد اعتيادية
- تكلفة تشغيل قليلة
  - التكلفة التشغليلة لأنظمة التبريد التبخري تعادل 1/4 كلفة تشغيل أنظمة التكييف التقليدية.
  - استهلاك الطاقة في أنظمة التبريد التبخري يقتصر على المراوح ومرشات المياه فقط، لآن بخار الماء لا يتم إعادة استخدامه وبسبب عدم وجود مضخات التي تستهلك معظم كمية الطاقة في دورات التبريد المغلقة.
  - المبرد المستخدم هو الماء، ولا يستخدم أي مبردات خاصة مثل الامونيا وغاز ثاني اكسيد الكربون والكبريت أو أي مركبات أخرى والتي يمكن أي تكون سامة، وتكلفة تشغيلها باهظة وأحيانا تساهم في استنفاذ طبقة الاوزون والتي يجب أن تخضع لقوانين وأنظمة صارمة.
- سهولة الصيانة
  - الأجهزة الميكانيكة في هذه الأنظمة هي فقط المرشات والمروحة فبسبب ذلك تكون كلفة الصيانة اقل من باقي أنظمة التبريد الأخرى وغالبا لا تحتاج إلى خبير مختص وبالإضافة إلى ذلك قد يستطيع صاحب المنزل إصلاحها بنفسه.
- التهوية
- معدل التدفق المرتفع الحجم والثابت في المقدار للهواء من خلال المبنى يقلل من عمر بقاء الهواء داخل المبنى
- التبريد التبخري يزيد من معدل الرطوبة في المناخ الجاف الذي يؤدي إلى زيادة الارتياح الحراري داخل الفراغ ويقلل من مشاكل الكهرباء السكونية.
- النظام نفسه يعمل كمفلتر للهواء بشكل فعال وهو قادر على ازالة الملوثات الموجودة في الهواء بما في ذلك الاوزون الذي ينتج من التلوث بغض النظر عن جفاف الجو، والتبريد قائم على نظام مبرد يفقد القدرة حتى لو لم يكن هنلك رطوبة كافية في الهواء من اجل الحفاظ على التبخر رطب في الهواء.

## العيوب
-ألأداء
•	ارتفاع درجة الندى (الرطوبة) تؤدي إلى التقليل من قدرة تبريد المكيف داخل النظام.
•	عدم وجود أنظمة تقليل الرطوبة، حيث ان أنظمة التبريد الاعتيادية تستطيع ازالة الرطوبة من الجو، عدا المناطق الجافة حيث ان إعادة تدوير المياه هنا قد تؤدي إلى زيادة معدلات الرطوبة، والتبريد التبخري يؤدي إلى رفع مستويات الرطوبة في المناخ الجاف على عكس فكرة ان الارتياح الحراري قد يتحقق بالحصول على هواء جاف عند زيادة درجة الحرارة.
-الارتياح
•	الهواء القادم من أنظمة التبريد التبخري تكون الرطوبة النسبية بها تعادل 80% - 90%، وقد يؤدي الهواء الرطب إلى التقليل من نسبة تبخر الرطوبة من الجلد، والأنف، والرئيتين والعينين.
•	ارتفاع نسبة الرطوبة في الفراغ خصوصا مع وجود كميات من الغبار يؤدي إلى التقليل من عمر الاليات الإلكترونية داخل ذلك الفراغ
•	ارتفاع نسبة الرطوبة في الهواء قد يسبب التكاثف على الاسطح وقد يعد التكاثف مشكلة لبعض الحالات مثل (المعدات الكهربائية، الكمبيوتر، الاوراق، الاخشاب القديمة).
-المياه
• عمليات التبريد التبخري تحتاج إلى مصادر مائية ثابية لتبريد الهواء.
•	ارتفاع المياه في المحتوى المعدني يؤدي إلى زيادة الترسبات المعدنية فيها.
•	خط امتداد المياه يحتاج إلى حماية ضد درجات الحرارة التجمدية في فصل الشتاء، المبرد نفسه بحاجة ان بستنفذ وكذلك يجب تنظيفها بشكل دوري واستبدال البطائن المستخدمة.
-أخرى
•	الروائح أو أي ملوثات أخرى خارجية تستطيع الدخول إلى داخل المبنى ما لم يكن هنالك أنظمة لفلترة الهواء.
•	المصابين بمرض الربو يجب عليهم تجنب سوء صيانة بيئة أنظمة التبريد التبخيري.
• صوف الخشب المصنوع منه أنظمة التبريد قد تكون حساسة للنيران من قبل شرارات صغيرة.